# Капитоновский сельский округ
Капито́новский се́льский окру́г (каз. Капитонов ауылдық округі) — административная единица в составе Буландынского района Акмолинской области Республики Казахстан.
Административный центр — село Капитоновка.

## География
Административно-территориальное образование расположено в юго-центральной части района, граничит:
- на востоке с Отрадным лесохозяйственным производственным предприятием,
- на юго-востоке с Аккольским районом,
- на юге с Журавлёвским сельским округом,
- на западе с Амангельдинским и Карамышевским сельскими округами,
- на севере с Вознесенским и Ергольским сельскими округами.

Сельский округ расположен на северных окраинах казахского мелкосопочника. Рельеф местности представляет собой в основном сплошную равнину с малыми возвышенностями и малыми лесными зонами (преимущественно на востоке).
Гидрографическая сеть представлена реками: Баксук, Жолболды, Кайракты. На территории сельского округа, возле села Капитоновка, соединением рек Жолболды и Кайракты образуется Баксук.
Климат холодно-умеренный, с хорошей влажностью. Среднегодовая температура воздуха отрицательная и составляет около -3,4°C. Среднемесячная температура воздуха в июле достигает +19,6°C, в январе она составляет около -15,1°C. Среднегодовое количество осадков составляет 428 мм. Основная часть осадков выпадает в период с мая по август.
Через территорию сельского округа проходит автодорога областного значения КС-1 (Жалтыр — Макинск) — имеется ответвление на проселочную дорогу, соединяющую сёла Капитоновка и Вознесенка.

## История
В 1989 году существовал как — Капитоновский сельсовет (сёла Капитоновка, Еркендык, Пушкино).
В периоде 1991—1998 годов Капитоновский сельсовет был преобразован в сельский округ. 
В 1993 году село Еркендык было переименовано и преобразовано в аул имени Балуан Шолака.

## Население
| Численность населения | Численность населения | Численность населения | Численность населения | Численность населения |
| 1989                  | 1999                  | 2009                  | 2020                  | 2021                  |
| --------------------- | --------------------- | --------------------- | --------------------- | --------------------- |
| 2599                  | ↘1760                 | ↘1227                 | ↘1019                 | ↘1005                 |

## Состав
| № | Населённый пункт     | Тип населённого пункта       | Население, 1989 | Население, 1999 | Население, 2009 |
| - | -------------------- | ---------------------------- | --------------- | --------------- | --------------- |
| 1 | имени Балуана Шолака | аул                          | 193             | 139             | 67              |
| 2 | Капитоновка          | село, административный центр | 1 807           | 1 264           | 983             |
| 3 | Пушкино              | село                         | 599             | 357             | 177             |

## Экономика
Особая роль в структуре экономики сельского округа принадлежит сельскому хозяйству. На территории округа функционируют:
- 1 ТОО;
- 2 крестьянских хозяйств.

Структура посевных площадей на 2021 год составляет — 21 878 га, из них зерновые на площади 16 792 га, масличные 4 717 га. Средняя урожайность по округу зерновых и зернобобовых составила — 11,5 ц/га, масличных — 7,7 ц/га.
Общая численность поголовья сельскохозяйственных животных у населения составляет: 
- КРС — 1215 голов,
- МРС — 624,
- лошадей — 323,
- свиней — 517.

Функционирует СХПК «Жолболды 2017», созданный в целях породного преобразования КРС и специализирующийся мясным производством, куда входят 69 подворий, с общей численостью поголовья КРС – 310 голов.
Население округа обслуживают 8 торговых точек, которые обеспечивают товарами первой необходимости. Хлеб для населения подвозится из районного центра поставщиками Т.Булатовым и К.Шариповым.

## Инфраструктура
Образовательная сфера округа представлена 1 средней школой, в которой на данный момент обучаются 176 учащихся. Также при школе работает мини-центр «Күншуақ», который посещают 29 воспитанников.
Оказанием медицинской помощи населению занимается сельский фельдшерско-акушерский пункт. Один медицинский работник обслуживает также население сел Балуан Шолака и Пушкино.
В селе Капитоновка функционирует Дом культуры, где проводятся все культурные мероприятия. При Доме культуры работает модельная библиотека с книжным фондом 8 116 экземпляров.
Капитоновский сельский округ обслуживает 1 участковый инспектор полиции. На территории округа действует пожарное депо, который обслуживает три сельских округа, имеется спецтехника в виде пожарной машины.
На территории округа имеется хорошая база для физического развития и спорта, функционирует летний стадион, установлены модель 3D мини футбольное поле с искусственным покрытием, сетчатым ограждением на металлических стойках, и workоut-площадка, с тортановым покрытием.

## Местное самоуправление
Аппарат акима Капитоновского сельского округа — село Капитоновка, улица Достык, дом №50.
- Аким сельского округа — Янкова Зарина Еудетовна[1].

Штатная численность государственных служащих аппарата акима сельского округа составляет 4 человека.
За 2021 год на контрольный счет наличностей Капитоновского сельского округа поступило:
- с налога на имущество физических лиц — 337 тыс. 955 тенге;
- с налога на транспорт физических лиц — 2 млн 147 тыс. тенге;
- с налога на транспорт юридических лиц — 1 млн.079 тыс. тенге.